# なのかひより
なのか ひより（なのか ひより、1989年3月30日 - ）は、日本のアイドル・AV女優。元kawaii*専属。旧芸名は愛斗ゆうき。

## 略歴
- 2008年6月辺り、ガールズユニット『ハーフムーン』のメンバーとしてアイドルデビュー[3]、ダンスイベントや撮影会や雑誌のグラビアなどで活躍する。同年7月に、雑誌『Bejean』に初登場。9月に『現役高校生 身体検査 愛斗ゆうき』でIVデビュー。お菓子系雑誌『Cream』2008年12月号で初表紙を飾る。Round-1事務所（Duoエンターテイメントの前身）所属。

- 2009年1月に、kawaii*専属女優としてAVデビュー、珍しく計9作にも出演している。同年4月に、新設立のDuo事務所に移籍。5月『初体験物語 未果のラブラブ大作戦』で映画の主演に初挑戦。6月ブログ更新中止。

- 2009年の末に、なのかひよりに改名。2010年1月、新しいブログを開設する。Selection事務所所属。同年7月またブログ更新中止。

## 人物
- 趣味・特技：料理、スノボ、ヴァイオリン[1]
- 芸名：愛斗ゆうき（あいと ゆうき）＝愛と勇気。
出典はアニメ『アンパンマン』のopの「愛と勇気だけが友達さ」という歌詞。
- 料理は上手。度々ブログで手作りの料理とレシピを発表するので、ファンの間では「ひよりシェフ」の異名がある。[4]
- しょっぱい辛いものが好き、甘いものは苦手。[5]
- 物凄い猫舌なので、熱いものは大変。[6]
- 季節には冬が大好き[7]、ほぼ毎冬スノボ行くタイプである[8]。
- ヴァイオリンをひくことができる。[9][10]
- 花粉症に悩んでいる。[11]

## 出演作品

### 雑誌
2008年
- Bejean (ビージーン) 2008年 08月号（ジーオーティー、2008/7/14）
- Cream (クリーム) 2008年 11月号（ワイレア出版、2008/10/7）
- Cream (クリーム) 2008年 12月号（ワイレア出版、2008/11/7）[表紙]

2009年
- Cream (クリーム) 2009年 01月号（ワイレア出版、2008/12/6）
- ベストビデオ スーパードキュメント 2009年 02月号（三和出版、2009/1/6）
- Cream (クリーム) 2009年 03月号（ワイレア出版、2009/1/7）
- ベストビデオ スーパードキュメント 2009年 04月号（三和出版、2009/3/6）
- SUZY ( スージー ) 2009年 05月号（大洋図書、2009/3/25）[表紙]
- ベストビデオ スーパードキュメント 2009年 05月号（三和出版、2009/4/6）
- Bejean (ビージーン) 2009年 05月号（ジーオーティー、2009/4/14）
- どんだけGirls Splash !! 2009年 06月号（東京三世社、2009/4/30）

### イメージビデオ
2008年
- 現役高校生 身体検査 愛斗ゆうき（9月5日、現コーポレーション）
- 100％美少女 Vol.48 愛斗ゆうき（10月17日、日本メディアサプライ）

2009年
- 現役高校生集団検診（1月1日、日本メディアサプライ）共演：須藤ほたる

### バラエティ番組
2008年
- グラビアアイドル自前Tバック尻じゃんけん 1（11月19日、もっこりテレビ）共演：真咲まりみ、金咲稜、織田真子、崎山結衣、花美ひな

2009年
- あいの恋文 #1（2月18日、Pigoo）共演：希志あいの、希崎ジェシカ、七海なな、横山美雪

### 映画（Vシネマ）
2009年
- 初体験物語 未果のラブラブ大作戦 （9月2日、シネマファスト）

### アダルトビデオ
2009年
- 新人!kawaii*専属デビュ→ 現役アイドル!AV解禁だょん♪（1月25日、kawaii*）
- びちゃびちゃ潮吹き! 愛斗ゆうき（2月25日、kawaii*）
- 学校でセックchu♥ 愛斗ゆうき（3月25日、kawaii*）
- kawaii*女学園パラダイス♥美少女14人6時間SP（4月25日、kawaii*）共演:横山美雪、星空みちる、鈴木さとみ、吉沢みなみ、牧野くるみ、他8人
- LOVE♥ドッピュン!!メガ顔射スペシャル! 愛斗ゆうき（5月25日、kawaii*）
- ゆうきの14400秒あげる 愛斗ゆうき（6月25日、kawaii*）
- kawaii*ソープにいらっしゃいませ♪ 愛斗ゆうき（7月25日、kawaii*）
- キミのオナニー応援するぞ♪ 愛斗ゆうき（8月25日、kawaii*）
- 私を大人にして下さい。 愛斗ゆうき（9月25日、kawaii*)

- ミスキャンパス通信 File 17（11月20日、プレステージ）
- Can College 56（12月10日、プレステージ）
- 女子大生自宅（売）マンション 02 505号室 H.Nさん（12月18日、プレステージ）

2010年
- ギャルズトーク 10（1月13日、プレステージ）
- ピクシースマイル 中○生ひよりちゃん○才（1月19日、ミスター・インパクト）
- やっぱコンパはラリパッパ 5（2月2日、プレステージ）
- 働くオンナ斬り 1（2月2日、プレステージ）
- Wサポ希望 @りさ&ひより（2月12日、I.B.WORKS）共演:月野りさ
- 制服少女の接吻（3月1日、ワンズファクトリー）単体出演
- 発禁寸前 File.16（3月5日、NON）単体出演
- 「女の口は嘘をつく。」 雌女ANTHOLOGY #079（3月5日、アウダースジャパン）単体出演
- デキる女は尿道＆亀頭責め手コキ（4月13日、マルクス兄弟）
- いちごパンツしか見たくない！4時間（4月23日、トータル・メディア・エージェンシー）
- ブルマ少女拘束バイブ連続アクメ（4月23日、I.B.WORKS）
- 中出し巫女レイプ（5月7日、トータル・メディア・エージェンシー）
- 思春期の女子校生には恥ずかし過ぎる校則 校則第7条 学校指定の白下着以外を身につけている生徒はその場で下着とスカートを没収するものとする（5月27日、SODクリエイト）共演:和希セイラ ほか
- 歌舞伎町整体治療院 47（6月4日、ゴーゴーズ）
- 制服の似合う女の子の黒ニーソで足コキ（6月13日、マルクス兄弟）オムニバス作品 他出演:大沢美加、麻倉憂、成瀬心美、篠めぐみ、月野りさ、野中あんり
- 東京中出し女子校生 27（6月18日、ケイ・エム・プロデュース）単体出演
- 突然、パンチラ挑発されパンツで手コかれちゃった僕。II（7月8日、アロマ企画）
- (裏)手コキクリニック 〜完全版〜 性交クリニック 6（7月8日、SODクリエイト）共演:橘美穂、広瀬奏、羽月希、直嶋あい
- AV出演希望のワケありOLたち（7月9日、LEO）
- 宇宙少女 ひより（7月16日、ケイ・エム・プロデュース）単体出演
- エロ小悪魔に騎乗られちゃった僕。（7月20日、アロマ企画）
- マッサージ機のモニターとして連れてきた素人女性にボッキしたチン○を見せつけたら…（7月21日、ATHENA）
- 私立 裸エプロン女学園（7月22日、SODクリエイト）共演:成瀬心美、みづなれい、青空小夏、落合玲子
- 人妻密会 3（7月30日、LEO）
- 小悪魔JK 大胆パンチラコレクション 2（8月13日、アロマ企画）オムニバス作品 他出演:水玉レモン、椎奈つばめ、矢沢るい、椿まひる、野中あんり、直嶋あい
- 図書館で可愛い女子校生に心を奪われたら…僕の身体も奪われた（8月24日、SODクリエイト）
- 学校で中出ししよッ 宇宙少女 ひより（8月27日、ケイ・エム・プロデュース）単体出演
- 素人コギャルHEAVEN 4時間 NEO 17（8月27日、ケイ・エム・プロデュース）
- Triple Cast 3時間SPECIAL（9月8日、プレステージ）共演:成瀬心美、直嶋あい
- 少女愛好家による趣味的ハメ撮り映像4時間（9月10日、I.B.WORKS）
- 生中出しコギャルDX4時間 2（9月17日、メディアステーション）
- 宿題を写しにくるクラスのイケてる女の子たちとキスの仕方もわからない控え目な思春期を過ごす私が、学校では教えてくれない大人の恋愛を初めてのレズでお勉強中。（9月23日、Hunter）
- とってもエッチな性教育 〜ひより先生式特別授業〜（9月24日、ケイ・エム・プロデュース）単体出演
- 姪っ子にお風呂で悪戯（9月24日、I.B.WORKS）
- 修学旅行の夜 憧れのあの娘に先走り汁ダラダラ（10月7日、ヒビノ）
- 地元で有名な女子校生に中出し14 (10月8日、UP'S) 単体出演
- 東京レズコレクション レズ痴漢 学生街のエレガントなお姉さん編（10月10日、ホットエンターテイメント）
- 素人口説き撮り 女子大生 ひより（10月13日、ハヤブサ）単体出演
- 同級生にオモチャにされる夢の学校生活（10月15日、ケイ・エム・プロデュース）共演:成瀬心美、河純ひなみ
- チ●ポがふやけるほどシャブるフェラチオ 4時間（10月15日、NON）
- 小、中、そして○校生の現在もアダ名が「博士」の貧弱な僕。そんな僕の自宅には、クラスの女子がAV見たさによくやって来る。でも、いざエッチなシーンを見たらモジモジしだして頬を赤らめ、パンティー越しにもわかるくらいにビショ濡れで恥ずかしい染みだらけ！（10月21日、Hunter）
- ヤリコンサークル女子大生 小悪魔編 生意気盛り女子大生の逆襲（11月12日、ケイ・エム・プロデュース）
- 淫乱・淫語・ディルドオナニー（11月13日、アロマ企画）オムニバス作品 他出演:愛音まひろ、青木りん、大槻ひびき、瀬名あゆむ
- こんな○校生活に（憧）れた！保健室でこっそりエッチ チ○ポを擦りつけたら彼女も興奮した！（11月18日、ヒビノ）

2011年
- ちょっとお小遣い欲しい男性経験が少ない真面目な女子校生！ いくらなんでも初対面のボクの生チ○ポをダイレクトにフェラとか手コキをするのは、厳しいと思いますので、ラップでチ○ポを包みました。だから安心してやっちゃってください。（1月20日、Hunter）
- パパママごめんなさい､私SEX好きなの（1月28日、H2 PROJECT）単体出演
- 新入生JK☆制服美少女 (2月11日、UP'S）商品番号：UPSM-117 他出演：前田陽菜、瀬名あゆむ、直嶋あい、みづなれい

### アダルト動画サイト
- No.323 松井ひより 21歳（Real File）
- No.288 みこと 21歳（Tokyo247）
- いたぶるほどにカラダは疼く無表情装うロリ少女（モモプリッ!）
- 眠る少女に夜這いかけ精液ぶちまきオマ○コに塗りたくり（モモプリッ!）
- シャイなロリ少女が風呂場で無理矢理フェラチオさせられる（モモプリッ!）
- ベランダでお漏らしお風呂で全裸放尿（モモプリッ!）
- ブルマ体操着の少女を拘束しバイブと電マで責めまくる（モモプリッ!）
- 口いっぱいの淫茎から大量の小水をかけられる少女（モモプリッ!）
- No.350 MEGUMI（HimeMix）
- No.359 MEGUMI（HimeMix）
- No.377 MEGUMI（HimeMix）
- No.084 るる 20歳（Real Street Angels）